# Свято-Екатерининский монастырь (Тверь)
Свя́то-Екатери́нинский монастырь — женский монастырь Тверской епархии Русской православной церкви, расположенный в Твери в микрорайоне Затверечье на левом берегу реки Волги, недалеко от места впадения Тверцы в Волгу.

## История
Решение о преобразовании подворья Вознесенского женского Оршина монастыря при храме Святой великомученицы Екатерины в Свято-Екатерининский женский монастырь принято архиепископом Тверским и Кашинским Виктором 15 июня 1996 года, в день памяти благоверной княгини Иулиании Новоторжской; настоятельницей монастыря назначена монахиня Иулиания (Ритониеми), прежде возглавлявшая Оршин монастырь.
В 2001 году была восстановлена колокольня храма Святой великомученицы Екатерины (главного собора монастыря), начата реставрация приписного храма преподобного Сергия Радонежского.
По данным епархии, в монастыре проживает 25 человек (игумения, 3 монахини, 3 инокини, 2 послушницы, 16 трудниц), действует воскресная школа и православные богословские курсы, на которых обучаются до 100 человек.
Сам Екатерининский храм был построен в 1786 году на средства прихожан. Ранее здесь стояли два деревянных храма — Екатерининский и Святителя Николая, поэтому северный придел был освящён в честь святителя Николая.
7 июня 2007 года архиепископом Тверским и Кашинским Виктором был совершен чин освящения новосозданной обители. После освящения обители было начато строительство ограды монастыря, в настоящее время возведена восточная и частично южная стороны ограды.
К Свято-Екатерининскому монастырю приписаны три храма: храма Преподобного Сергия Радонежского, с приделами Пророка Илии и Алексия, человека Божия (ул. Кропоткина, д. 62/1); храма Святых мучеников Мины, Виктора и Викентия и храма Великомученика Никиты (ул. Розы Люксембург, д.19). Храмы расположены за монастырской оградой. Традиционно на престольные праздники (18 июля, 8 октября и 24 ноября) в этих храмах совершаются всенощное бдение и Божественная литургия.
К 2010 году закончена реставрация часовни Преподобного Серафима Саровского, позднее возведены часовни Преподобных Иулиании и Евпраксии Московских и Преподобного Трифона Печенгского (к 2012 году).
В обители есть библиотеки для сестёр и прихожан. На 2021 год настоятельница — игумения Иулиания (Ритониеми).
В настоящее время на месте гаражей, подсобных помещений и сараев разбит сад, являющийся не только подсобным хозяйством, но и украшением монастыря.